# アンジェイ・フィエドル
アンジェイ・ フィエドル （Andrzej Fiedor　1946年1月2日生まれ）は、ポーランドのバイアスロンの選手である。 彼は、1968年グルノーブルオリンピックと1972年札幌オリンピックに出場した。 

## 参照資料
1. ↑  “Andrzej Fiedor Olympic Results”.  Sports Reference LLC. 2020年4月17日時点のオリジナルよりアーカイブ。2019年6月1日閲覧。